# 3216 Harrington
3216 Harrington eller 1980 RB är en asteroid i huvudbältet som korsar Mars omloppsbana. Den upptäcktes 4 september 1980 av den amerikanske astronomen Edward L.G. Bowell vid Anderson Mesa Station. Den är uppkallad efter den amerikanske astronomen Robert S. Harrington.
Asteroiden har en diameter på ungefär 4 kilometer.